# Gonomyia persimilis
Gonomyia persimilis är en tvåvingeart som först beskrevs av Alexander 1920.  Gonomyia persimilis ingår i släktet Gonomyia och familjen småharkrankar. Inga underarter finns listade i Catalogue of Life.